# Дача с мезонином (проспект Победы, 130)
Дача с мезонином — бывший дачный дом на проспекте Победы, 130/1 в Киеве.
Одна из нескольких сохранившихся памятников дачной архитектуры в Святошино. По определению исследователей, здание — образец первоначальной дачной застройки в Киеве начала XX века.
Приказом управления охраны культурного наследия от 2 апреля 1998 года № 15 поставлена на учёт памятников архитектуры.
28 декабря 2019 года объект лишили статуса охраняемого памятника.

## История

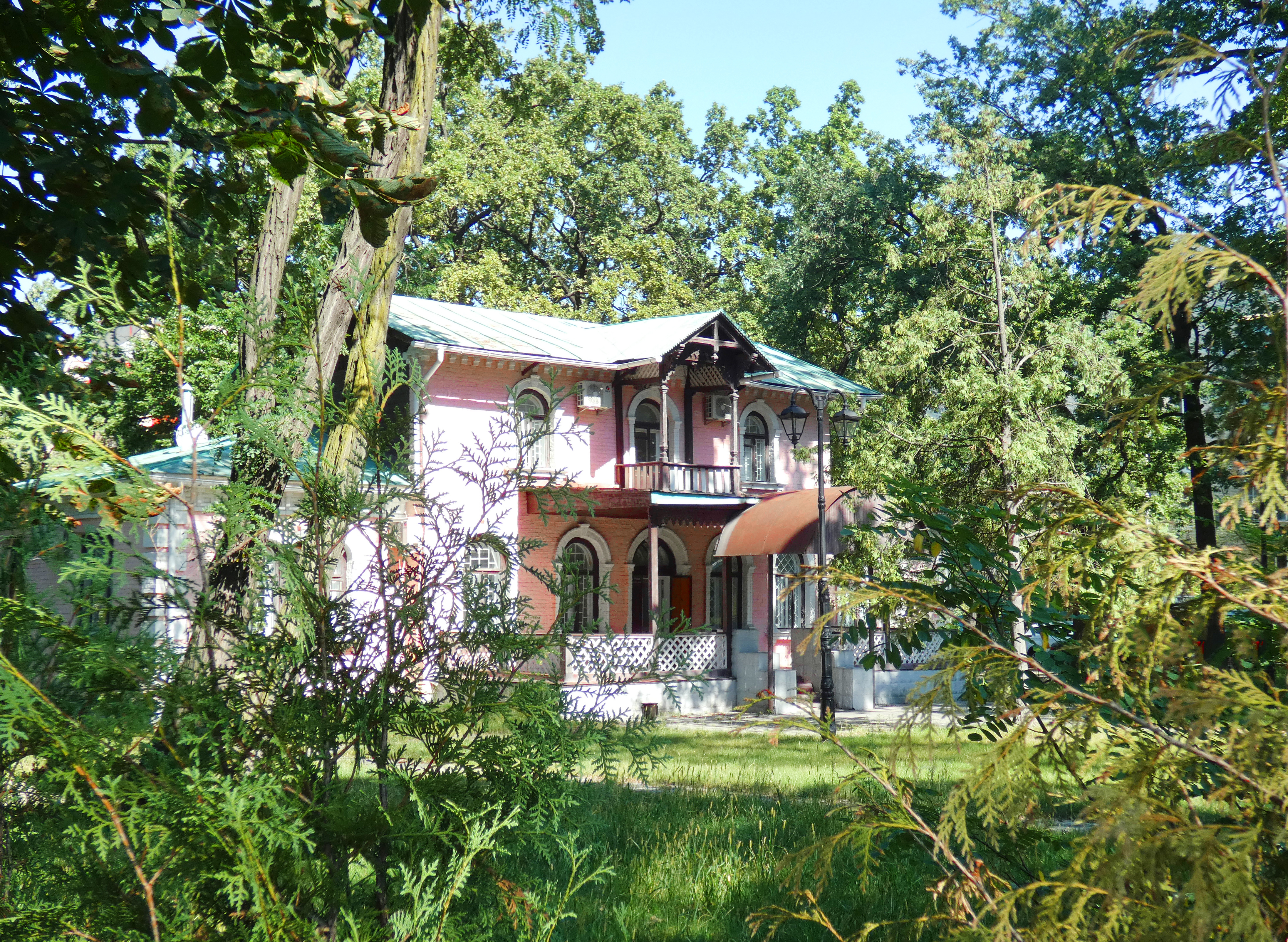
Дача с мезонином

В 1897 году территорию бывшей Киево-Межигорской лесной дачи, выделенную под застройку Святошинских дач, разделили на 450 участков. По заказу «Общества содействия благоустройству дачной местности Святошин» городской архитектор Александр Кривошеев и техник Александр Хойнацкий разработали 24 типа проектов дачных построек в стиле вилл на европейских курортах.
Дачу на участке современного проспекта Победы, 130 построили в начале XX века.
Около 1922 году советское власть национализировала имущество.
В начале XXI века помещение занимало бюро технической инвентаризации.

## Под угрозой уничтожения

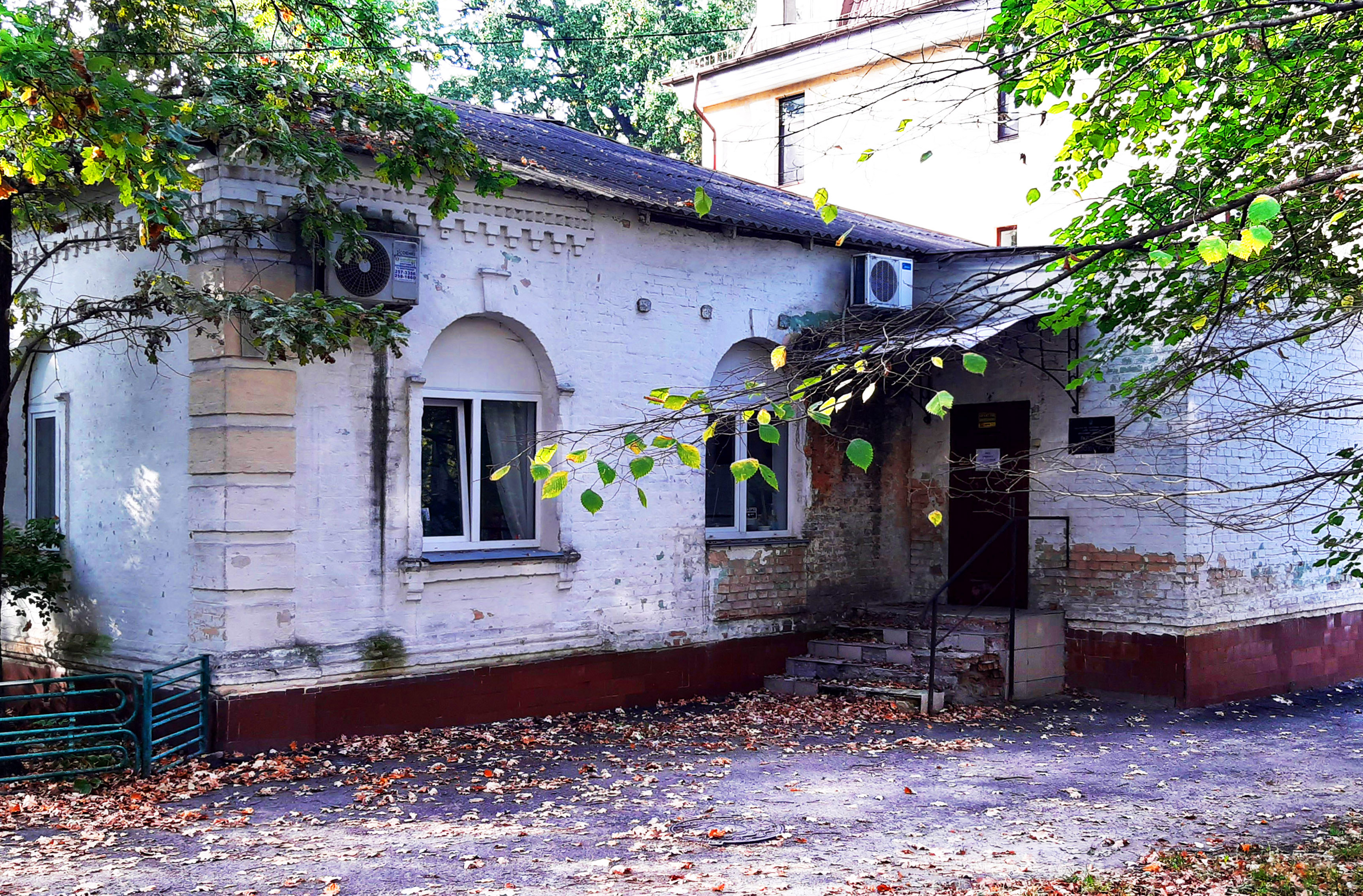
Флигель

В 2012 году здание перешло в собственность ТО «Юпитер Финанс». В течение последующих лет владелец нарушал условия договора по сохранению памятника. Дачный дом постепенно разрушался. Районная власть требовала отреставрировать памятник.
В 2017 году было предложено внести объект в Государственный реестр недвижимых памятников Украины. Экспертная комиссия дала положительный отзыв. Однако вопрос затянули. В 2019 году новая экспертная комиссия в составе Н. Дёмина и А. Сердюка подготовила отчёт о несоответствии дачного здания критериям и признакам объектов культурного наследия. 28 декабря 2019 государственный секретарь, председатель комиссии по ликвидации Министерства культуры Украины Ростислав Карандеев, по решению которого в своё время незаконно снесли особняк на Лабораторной, 9-Б, подписал приказ № 975. Согласно этому документу, дом не внесли в реестр недвижимых памятников, а значит, лишили статуса памятника. По утверждению сотрудницы Киевского научно-методического центра по охране памятников Елены Мокроусовой, рядом запланировано возведение многоэтажного здания, которой мешает достопримечательности.
В конце апреля 2021 года здание обнесли строительным забором. По словам общественного деятеля Елены Терещенко, это произошло без получения надлежащих разрешений со стороны Департамента городского благоустройства Киевской городской государственной администрации.

## Архитектура

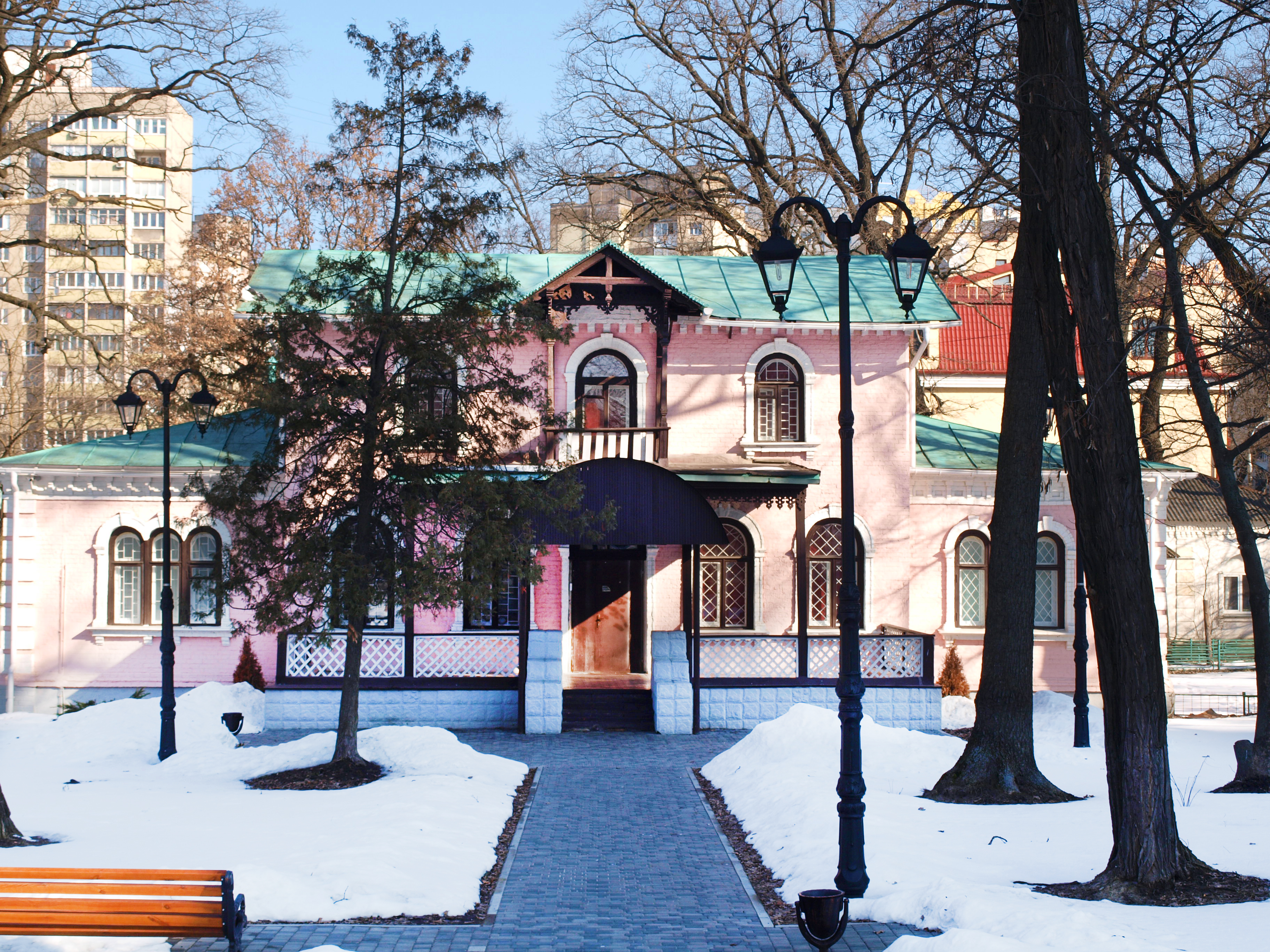
Фасад (2018 год)

Дачное здание расположено в глубине усадьбы. Одно- и двухэтажный, прямоугольный в плане дом имеет плоские деревянные перекрытия и крытую железом двускатную вальмовую крышу. Первый этаж дома кирпичный, второй — деревянный, обложен кирпичом.
Решён в формах историзма с элементами неоклассицизма.
Центральная часть симметричного фасада подчёркнута двухэтажным объёмом с арочными окнами и дверями. Перед парадным входом оборудована терраса на цоколе с деревянными ограждениями. Мезонин имеет балкон и три арочных оконных проёма.
Окна с арочными перемычками на одноэтажных крыльях обрамлённые архивольтами, замковым камнем и боковыми пилястрами.
Нарожье крыльев украшено рустом.
За основным зданием расположен одноэтажный, прямоугольный в плане флигель с вальмовой крышей и плоским перекрытием. Здание построено в кирпичном стиле.
Флигель. На территории дачи стоит флигель (улица Краснова, 3). Одноэтажное, кирпичное, прямоугольное в плане здание имеет вальмовую крышу, крытую шифером, и плоские перекрытия.
Оформленный в кирпичном стиле. Фасад и нарожье рустованные. Карниз украшен зубцами и полоской поребрика. Арочные окна декорированы замковыми камнями. Оконные проёмы и дверной проём на боковых фасадах прямоугольные.
Внутренняя планировка здания — анфиладного типа.